# James Bansac
James Bansac, né le 7 octobre 1924 à Lyon et mort le 14 février 2021 dans la même ville, est un peintre et architecte français. 
Après son entrée à l'École nationale des beaux-arts de Lyon, où il est notamment élève d'Antoine Chartres, il obtient le prix de Paris en 1945 qui lui octroie un logement à Paris. Là il fera la connaissance de nombreux artistes et découvrira, entre autres, les travaux d'André Breton, Tristan Tzara et de Pablo Picasso.
James Bansac devient un membre proéminent du mouvement du sanzisme, et participe à de nombreuses expositions, particulièrement à Paris et à Lyon.
Il mettra ensuite la peinture de côté au milieu des années 1950 pour se dévouer à sa carrière dans l'architecture, jusqu'aux années 2000 où il reprend les pinceaux. Il a depuis participé à de nombreuses expositions, seul ou communes avec d'autres sanzistes.